# Classe B (sous-marin américain)
Pour les autres classes de navires du même nom, voir Classe B.
Les sous-marins de la classe B forment une classe de trois submersibles de la marine américaine construits par la Fore River Shipbuilding Company à Quincy (Massachusetts), dans le cadre d'un sous-contrat de l'Electric Boat Company. Ils sont finalement stationnés aux Philippines à partir de 1912–15 (territoire à l'époque dévolu aux Américains), expédiés sur des charbonniers. Les trois navires sont rayés des listes de la marine et coulés comme cible entre 1919 et 1922.

## Conception
Ces navires ont introduit certaines fonctionnalités destinées à augmenter la vitesse sous-marine, notamment un kiosque et un capuchon rotatif sur les lanceurs des tubes lance-torpilles. Le capuchon de bouche du tube lance-torpilles profilé et rotatif permet d'éliminer la traînée causée par les trous de la bouche. En position repliée, le sous-marin semble ne pas être équipé de tubes lance-torpilles, les trous du capuchon étant recouverts par le balcon de proue. Cette caractéristique reste standard jusque dans la classe K, après leurs remplacements par des volets standard dans les années 1950.
Apparemment, le concept de « plongée en catastrophe » n'a pas encore été développé, car ce système prend un temps considérable à déployer et à démonter. Cette configuration reste standard jusqu'à la classe N, mise en service de 1917 à 1918. L'expérience de la Première Guerre mondiale montre que ce système s'avérera inadéquat dans les conditions météorologiques de l'Atlantique Nord, et les sous-marins antérieurs servant outre-mer pendant cette guerre (classe E à classe L) disposeront de structures de pont composé d'un blindage blindé à l'avant du pont. À commencer par la classe N, construite avec les leçons tirées de l'expérience outre-mer, les sous-marins américains disposeront dorénavant de ponts plus adaptés aux opérations de surface par gros temps.

## Navires de la classe
- USS B-1 (SS-10), mis sur cale le 5 septembre 1905, lancé le 30 mars 1907 sous le nom de Viper et mis en service le 18 octobre 1907, rebaptisé B-1 le 17 novembre 1911. Désarmé le 1er décembre 1921 et utilisé comme cible[3].
- USS B-2 (SS-11), mis sur cale le 30 août 1905, lancé le 1er septembre 1906 sous le nom de Cuttlefish et mis en service le 18 octobre 1907, rebaptisé B-2 le 17 novembre 1911. Désarmé le 12 décembre 1919 et utilisé comme cible[4].
- USS B-3 (SS-12), mis sur cale le 5 septembre 1905, lancé le 30 mars 1907 sous le nom de Tarantula et mis en service le 3 décembre 1907, rebaptisé B-3 le 17 novembre 1911. Désarmé le 25 juillet 1921 et utilisé comme cible[5].